# Borsodi Világos
A Borsodi a Borsodi Sörgyár Zrt. védjegye, amely név alatt egy 4,5%-os alkoholtartalmú sört gyártanak és forgalmaznak.

## Történet
A Borsodi Sör először 1973-ban jelent meg Észak-Magyarországon, még Borsodi Világos néven. Ezt a nevet 1997-től váltották le. A márka képi világa sok változáson ment keresztül, a kilencvenes évek közepétől nyerte el mai arculatát.

## Jellemzői
A Magyarországon kapható világos sörök szokásos alkoholtartalmával (4,5%) rendelkező, pils típusú, alsó erjesztésű sör. Összetevők: víz, árpamaláta, árpa, komló, sörélesztő. 2022-ben új repceptúra szerint kezdték el főzni, így kikerült belőle a kukoricadara.